# Apogonia flavipennis
Apogonia flavipennis är en skalbaggsart som beskrevs av Moser 1913. Apogonia flavipennis ingår i släktet Apogonia och familjen Melolonthidae. Inga underarter finns listade i Catalogue of Life.